# Рожівка
Ро́жівка —  село в Україні, у Броварському районі Київської області. Населення становить 736 осіб. Входить до складу Калинівської селищної громади. Герб села є промовистим.

## Історія
Перші згадки про село Рожівка датуються 1602-1693 роками. «Чернігівські єпархіальні відомості» приводять й ім'я засновника Рожівки — Яна Аксака. Проте її історія більш давня.
Ймовірно, перші поселенці прийшли з півдня. Тип поселень характерний для південної Київщини. Старе Рожівське городище належить до полянського типу — на високому місці.
У пізньому середньовіччі Рожівка мала статус «города», у рожівській церкві московські бояри у 1654 р. намагались привести до присяги навколишнє населення на вірність московському царю. У пізніші часи село на церковних землях занепадає.
За Гетьманщини, Рожівка входила до складу Гоголівської сотні спочатку Переяславського полку, а з 1667 року у складі Київського полку.

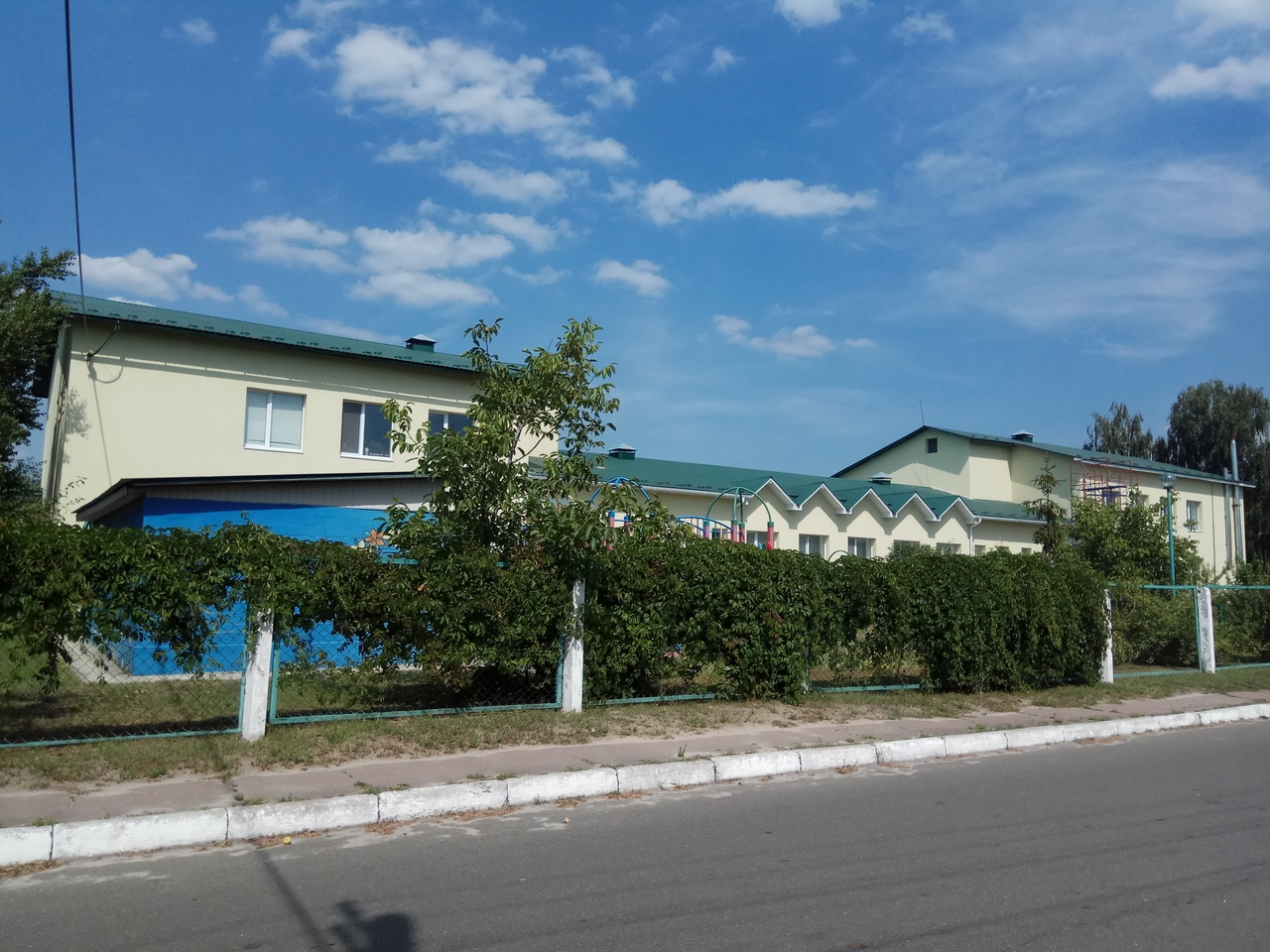
Рожівська сільська рада

За описом Київського намісництва 1781 року у Рожівці було всього 14 хат, проте вона все ще мала статус села. За описом 1787 року в селі проживало 47 «казених людей». 
З кінця XVIII ст. Рожівка увійшла до складу Остерського повіту Київського намісництва. Пізніше у складі того ж повіту Чернігівської губернії.
Населення Рожівки становило 736 осіб станом на 2021 р.
З 2020 року в складі Калинівської селищної громади.

## Населення

### Мова
Розподіл населення за рідною мовою за даними перепису 2001 року:
| Мова       | Відсоток |
| ---------- | -------- |
| українська | 96,15%   |
| російська  | 3,04%    |
| інші       | 0,81%    |